# Teleferica (gioco)

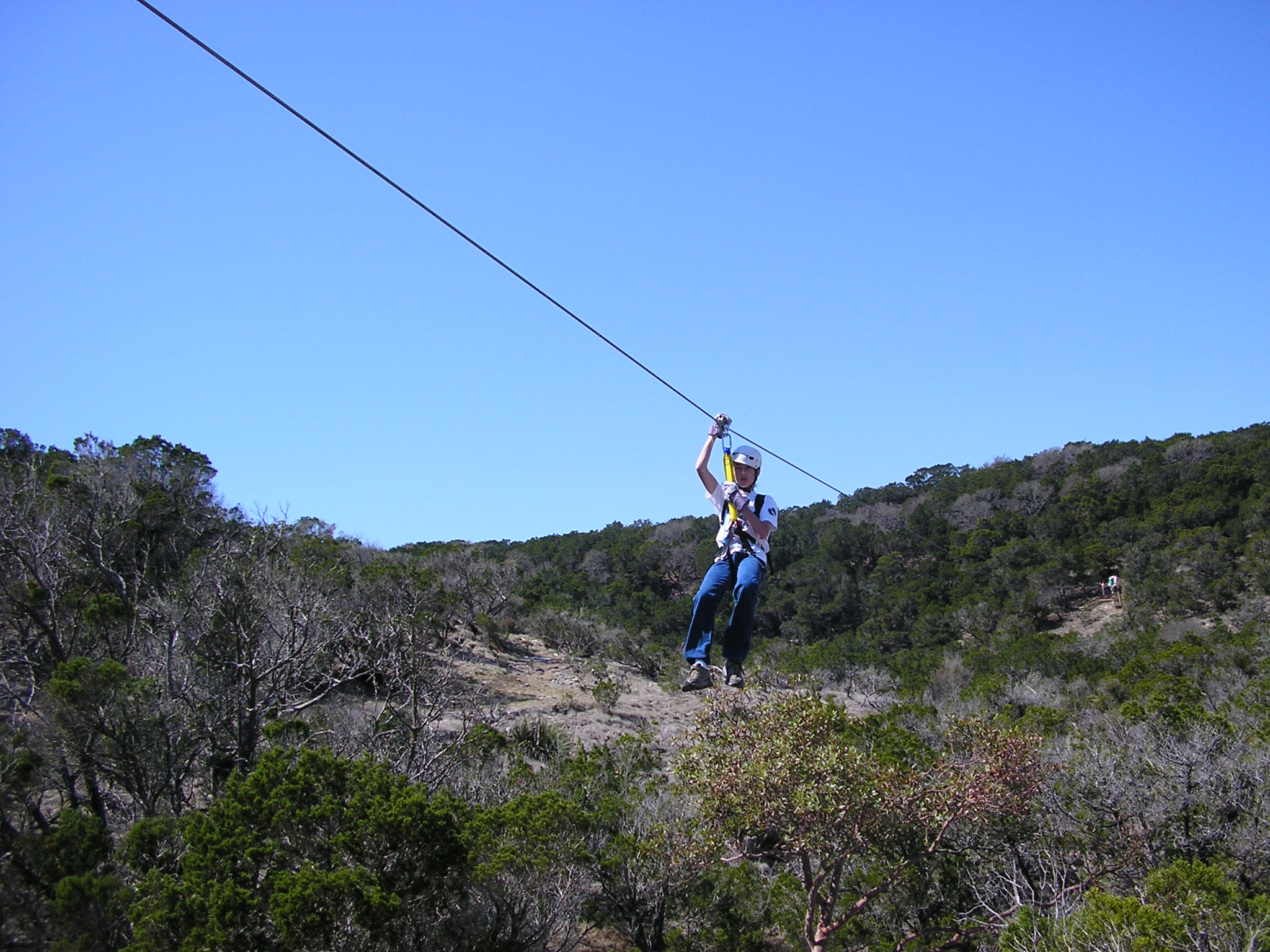
Una teleferica a Wimberley (Texas)

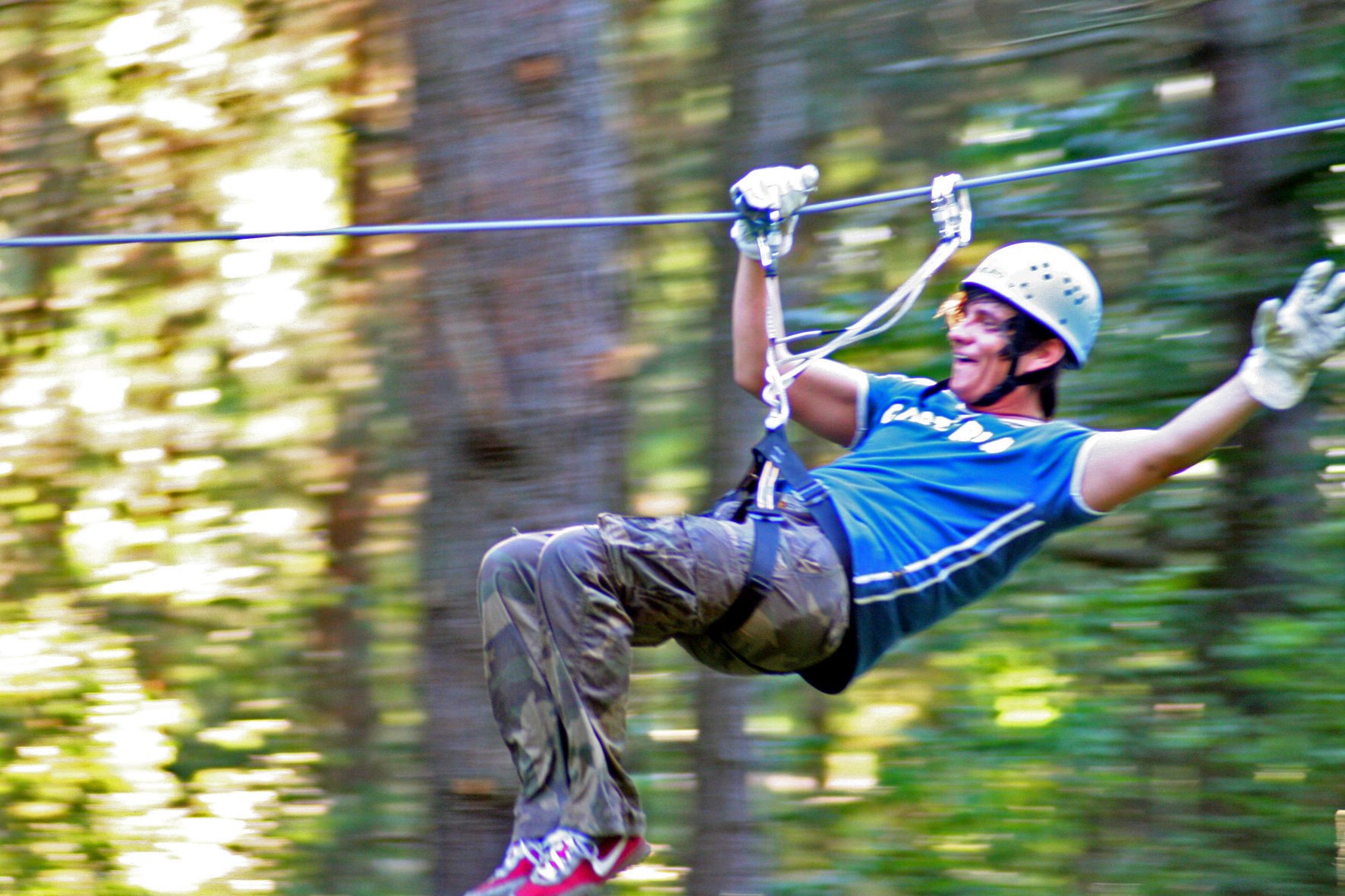
Una discesa lungo una teleferica.

Il  gioco della teleferica consiste nell'usare una teleferica (cioè una piccola funivia, il cui funzionamento è frequentemente basato sulla forza di gravità) per far provare a una persona l'ebbrezza del volo nel vuoto; è di solito utilizzata come impianto ricreativo (ad esempio nei parchi avventura), sia come gioco singolo sia per concludere percorsi di ponti fra gli alberi. Più di rado è usato per altri scopi.
Lo stesso tipo di gioco è noto con altri nomi nelle diverse varietà della lingua inglese: zip-lines in Stati Uniti e Canada, flying-foxes in Australia e Nuova Zelanda, aerial runways in Gran Bretagna, foofy slides in Sudafrica; le teleferiche sono talvolta chiamate zip-line oppure flying-fox anche in Italia. Nella Svizzera italiana vengono definite tirolesi. Si distinguono teleferiche in posizione verticale, con velocità e lunghezze limitate e normalmente incluse all'interno di parchi avventura più ampi, da quelle in posizione orizzontale, che consentono maggiori lunghezze e velocità di scorrimento.

## Storia
In tempi moderni, i primi percorsi di questo tipo risalgono alla seconda metà del XX secolo, in Australia, dove venivano utilizzati per rifornire di viveri le popolazioni che abitavano nelle zone più impervie delle foreste. La merce poteva così viaggiare su una carrucola, che scorreva veloce e sicura tra gli alberi, raggiungendo la sua destinazione.
Esistono tuttavia prove dell'utilizzo di impianti simili anche in secoli precedenti.

## Esempi in Italia
A San Vigilio di Marebbe (BZ) esiste una teleferica che attualmente risulta la più grande d'Europa.
Tra la stazione a monte della cabinovia Piz de Plaies e la stazione a valle della cabinovia Cianross è tesa una corda metallica, ancorata ad alberi, che taglia la piccola valle a zig zag, dove i praticanti scendono la corda di pedana in pedana appesi per una speciale carrucola.
Questo percorso conta 10 pedane, per un totale di 3 200 metri di percorso, dove la campata più lunga risulta di 780 metri ed il punto più alto da terra supera i 100 metri.
A San Tomaso Agordino (BL) esiste una teleferica che risulta essere la più alta delle Dolomiti ad oggi. La teleferica comprende 2 funi, 3 piattaforme, velocità massima a 80 km/h, una lunghezza totale di 1 600 m, un dislivello di 260 m, il punto più alto raggiungibile di 175 metri, per 40 minuti di percorso circa.
Ad Aurano (VB) esiste una teleferica a campata unica con un tipo di volo combinato (seduti o distesi, il primo al mondo). La lunghezza totale del tracciato è di 1 865 m, con una pendenza media di 17%, un dislivello massimo di 289 m, un'altezza massima da terra di 360 m. La teleferica può arrivare ad una velocità di punta di 130 km/h. La teleferica si chiama Fly for fun.
A Frassinetto Canavese (TO) esiste una teleferica a campata unica con un tipo di volo da distesi. La lunghezza totale del tracciato è di 1780 m, con una pendenza media di 15%, un dislivello massimo di 260 m, un'altezza massima da terra di 400 m. La teleferica può arrivare ad una velocità di punta di 130 km/h.
Tra Pietrapertosa e Castelmezzano (PZ) è presente una teleferica "volo dell'angelo" composta da due funi con dislivelli di 118 e 130 metri. La prima fune parte da Pietrapertosa a quota 1020 metri e arriva a Castelmezzano a quota 859 metri percorrendo 1415 metri e raggiungendo la velocità massima di 110 km/h. La seconda fa il percorso inverso: parte da Castelmezzano a quota 1019 metri e a Pietrapertosa a quota 888 metri, percorre 1452 metri e si può raggiungere la velocità massima di 120 km/h.
Ad Albaredo per San Marco e Bema (SO)  è attiva una teleferica in due tratte denominata "Aerofune Fly Emotion", per una lunghezza complessiva di 2,6 km. La prima tratta parte a circa 900 m da Albaredo, per arrivare a 750 m a Bema, dopo un volo di 1560 m. La seconda tratta presenta una pendenza maggiore, partendo da Bema a quota 1050 m per ritornare al punto di partenza originario in Albaredo, a quota 900 m volando per 1050 m. La velocità massima è nell'ordine dei 120-130 km/h, a seconda del vento e del peso dei passeggeri. L'altezza massima rispetto al suolo raggiunge i 380 m. L'Aerofune Fly Emotion ha introdotto per la prima volta nel mondo la possibilità di volare in coppia in versione sovrapposta come nel deltaplano, possibilità in seguito ripresa da altri costruttori in versione affiancata.
A Rocca Massima (LT) è presente una teleferica con un'unica campata denominata Flying In The Sky. Dalla partenza dell'impianto si può ammirare un panorama che spazia dalle coste laziali ai colli albani fino ai monti abruzzesi. Il percorso parte da Rocca Massima e attraversa uliveti e zone carsiche planando fino alle pendici del Monte S. Angelo. Durante il volo si possono raggiungere velocità che superano i 150 km/h.
A Trentinara (SA) è presente una teleferica a campata unica denominata Cilento in Volo, lunga circa 1.600 metri, con un'ampia vista panoramica sul Golfo di Salerno. La teleferica collega il centro storico di Trentinara con un'area collinare ad nord-ovest del paese, presso il confine con Capaccio, ed attraversa la cascata del torrente Solofrone. La velocità massima raggiungibile è di circa 120 Km/h.